# Хайнрих III (Велденц)
Вижте пояснителната страница за други личности с името Хайнрих III.
Хайнрих III фон Велденц (на немски: Heinrich III von Veldenz; † 1389) от линията Велденц-Геролдсек е от 1378 до 1389 г. граф на Велденц в днешен Рейнланд-Пфалц, Германия.

## Произход
Той е най-възрастният син на граф Хайнрих II фон Велденц († 1378) и съпругата му Агнес фон Спонхайм-Щаркенбург († сл. 1367), дъщеря на граф Симон II фон Спонхайм-Кройцнах († 1337). Внук е на граф Георг фон Велденц-Геролдсек и графиня Агнес Лайнинген. Брат е на Георг фон Геролдсек († 1411) и Фридрих II († 1395), граф на Геролдсек.

## Фамилия
Хайнрих III се жени на 14 юни 1364 г. за графиня Лорета фон Спонхайм-Щаркенбург (* ок. 1347, † сл. 1364), дъщеря на граф Йохан III фон Спонхайм-Щаркенбург. Те имат децата:
- Хайнрих IV († 1393), граф на Велденц (1389 – 1393), женен на 25 май 1387 г. за Елизабет фон Катценелнбоген († 1393), дъщеря на граф Дитер VIII фон Катценелнбоген
- Аделхайд († 1403), омъжена 1386 за вилдграф Герхард III фон Кирбург († 1408)
- Фридрих III (* ок. 1370; † 1444), граф на Велденц (1393 – 1444), женен на 25 март 1353 за графиня Маргарета фон Насау-Вайлбург (* ок. 1371; † 1427), дъщеря на граф Йохан фон Насау-Вайлбург
- Йохан († 1434), абат на Вайсенбург